# Xavier Pons i Puigdollers
Xavier Pons i Puigdollers   (Vic, 21 de gener de 1980), més conegut com a Xevi Pons, és un corredor de ral·lis català que disputa el Campionat Mundial de Ral·lis organitzat per la Federació Internacional d'Automobilisme. Actualment viu a Manlleu, Osona.

## Trajectòria esportiva

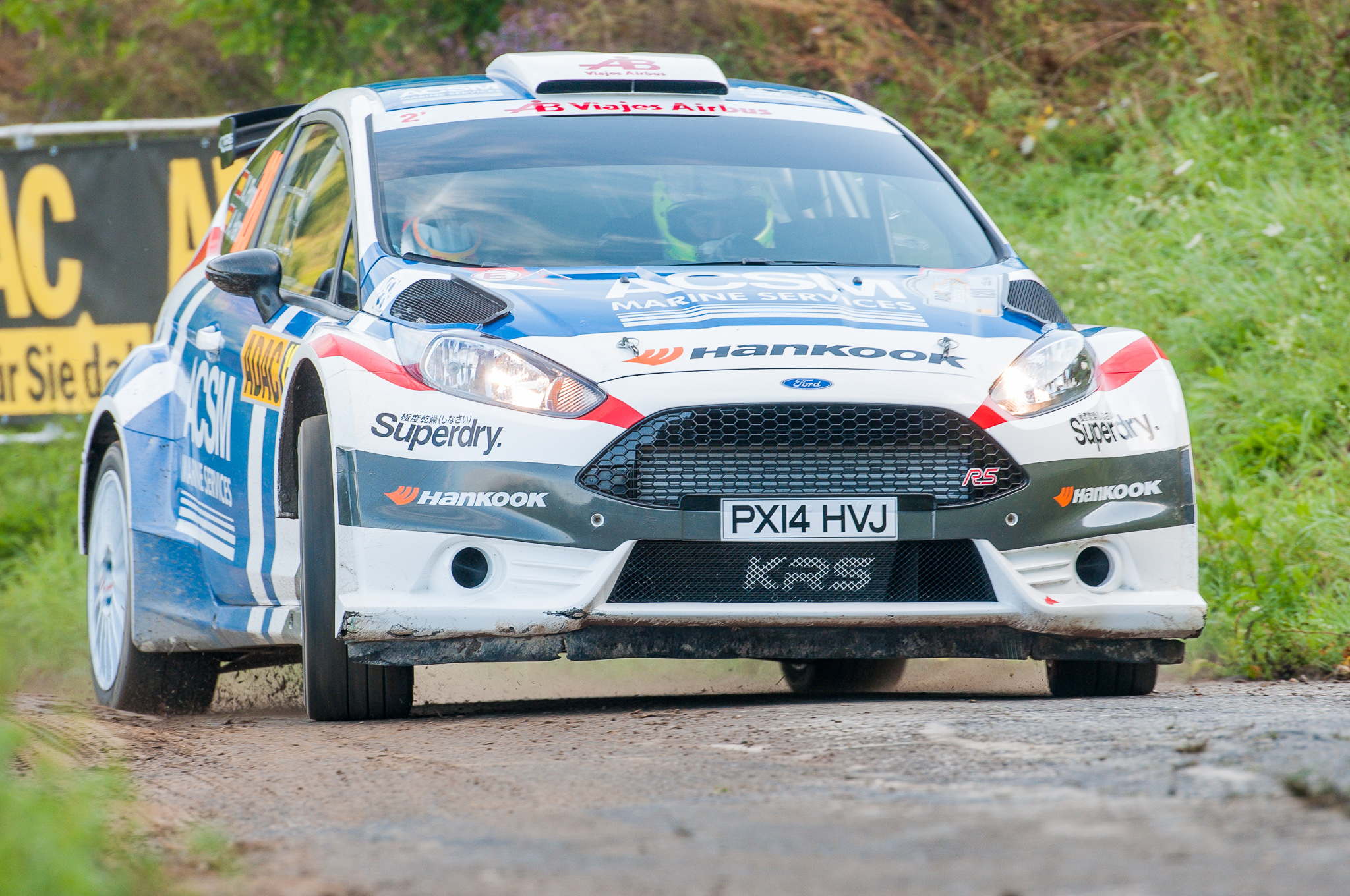
Amb el Ford Fiesta R5 al Ral·li d'Alemanya del 2014

Pons va començar la seva carrera esportiva competint en enduro, modalitat motociclista en la qual aconseguí diversos èxits entre els anys 1998 i 2001. El 2002 Pons va saltar al món de les competicions de ral·lis i el 2003 va debutar per primer cop al Campionat Mundial de Ral·lis, disputant el Ral·li de Suècia. El 2004 va disputar set proves del campionat i va aconseguir puntuar al Ral·li d'Austràlia, on va quedar sisè. El 2005 va puntuar al Tour de Còrsega i va quedar quart al Ral·li de Catalunya, quedant 16è en la classificació de l'any 2005 amb 7 punts.
En l'edició del 2006, Pons va signar per l'equip Kronos Total Citroën, sent company d'equip del campió mundial Sébastien Loeb. Però després del Ral·li d'Alemanya el seu equip va decidir substituir-lo per Daniel Sordo com a segon conductor de l'equip, ja que Pons només portava 11 punts i Citroën necessitava guanyar punts per tal de tenir possibilitats al títol de marques. Pons va tenir una altra oportunitat per tornar a ocupar el lloc de segon conductor quan Sébastien Loeb va patir un accident i no va poder competir al Ral·li de Turquia, però l'equip Kronos va llogar Colin McRae per substituir-lo. Tot i així va quedar quart al Ral·li de Turquia i a continuació va ser altre cop seleccionat com a segon conductor de la marca, acabant quart al Ral·li d'Austràlia, al Ral·li de Nova Zelanda i cinquè al Ral·li de Gal·les. Amb 32 punts va quedar setè en la classificació del Campionat Mundial de Ral·lis del 2006.
El millor resultat en un ral·li del campionat mundial que ha aconseguit Pons és quedar quart, tot i que ho ha aconseguit cinc vegades: al Ral·li de Catalunya el 2005 i al Ral·li de Sardenya, el Ral·li de Turquia, el Ral·li d'Austràlia i al Ral·li de Nova Zelanda el 2006. La temporada del 2007 disputà una part del Mundial dins l'equip oficial Subaru WRT, finalitzant el campionat en dissetena posició. A partir del 2008 Pons tornà a disputar proves a nivell estatal, guanyant el Campionat d'Espanya de Ral·lis de Terra en cinc ocasions, concretament els anys 2008, 2012, 2013, 2018 i 2019. L'any 2010 guanyà el Campionat Mundial de Ral·lis Super 2000 amb un Ford Fiesta S2000.